# Bronzen glimmer
De bronzen glimmer of bronskleurige glansloopkever (Amara aenea) is een keversoort uit de familie van de loopkevers (Carabidae). De wetenschappelijke naam van de soort werd in 1774 gepubliceerd door Charles De Geer.

## Kenmerken
De kevers worden 6,5 tot 8,5 millimeter lang en hebben een elliptisch, langwerpig lichaam. Dit is meestal koperkleurig of groenachtig-metallic glanzend van kleur. Zeldzaam zijn er ook zwarte of blauwe exemplaren. De voelsprieten dragen ook deze kleur, alleen de eerste drie delen zijn karakteristiek geelachtig tot roodachtig gekleurd. Het halsschild heeft aan de achterste hoeken rechte hoeken en sluit bijna perfect aan op de dekschilden. Aan de basis zijn aan elke kant twee indrukken te zien. Vanaf het schildje (Scutellum) loopt aan beide zijden parallel aan de rand tussen dekschilden en halsschild een fijne scutellumstreep. De dekschilden zijn zeer fijn langsgeribbeld. De Femora (dijen) van de poten zijn aanzienlijk donkerder dan de Tibiae (scheenbenen).

## Verspreiding
Deze dieren komen voor in de hele Palearctische gebied, oostelijk tot aan het Baikalmeer, maar ontbreken in het hoge noorden. Ze zijn geïntroduceerd in Noord-Amerika. Men vindt ze voornamelijk in droge gebieden, zoals weiden, droge graslanden, velden en zanderige gebieden, minder vaak ook op vochtige plaatsen, zoals in bossen of in de buurt van wateren. Ze zijn wijdverspreid en zeer algemeen.

## Levenswijze
De kevers jagen op kleine insecten op de grond. Maar ze eten ook delen van planten, vooral zittend op korenaren waarvan ze de granen eten. Anders verstoppen ze zich onder stenen of bladeren op de grond. De larven leven in ondergrondse gangen waarin ze op een prooi wachten en verpoppen zich na enkele vervellingen. De volwassenen komen uit in de herfst en overwinteren.